# Matteo Ton
Matteo Ton (* 1. April 1990 in Treviso) ist ein italienischer Fußballspieler. 

## Karriere
Ton spielt auf der Position eines Verteidigers. Bis zum Jahr 2009 war er in der FBC Treviso Jugendmannschaft aktiv.